# 塞勒鎮區 (愛荷華州波爾克縣)
塞勒鎮區（英語：Saylor Township）是位於美國愛荷華州波爾克縣的一個行政鎮區。

## 地方資料
根據2010年美國人口普查的數據，塞勒鎮區的面積為39.93平方千米，當中陸地面積為39.44平方千米，而水域面積為0.49平方千米。當地共有人口6472人，而人口密度為每平方千米162.08人。